# Lijst van oorlogsmonumenten in Putten
De Nederlandse gemeente Putten heeft 7 oorlogsmonumenten. Hieronder een overzicht.
| Nr.  | Object                                                    | Herdachte groep                                                                                              | Ontwerper                                                    | Onthulling       | Type            | Locatie                       | Plaats | Coördinaten                   | Foto                                                      |
| ---- | --------------------------------------------------------- | --- | ------------------------------------------------------------ | ---------------- | --------------- | ----------------------------- | ------ | ----------------------------- | --------------------------------------------------------- |
| 56   | Gedachtenisruimte ter herinnering aan de 2 Oktober Razzia | burgerslachtoffers, verzet Nederland, overig                                                                 | W.C.F. Hageman                                               | 9 mei 1992       | overig          | Dorpsstraat 125, 3881 BA      | Putten | 52° 15' 35" NB, 5° 35' 54" OL | Gedachtenisruimte ter herinnering aan de 2 Oktober Razzia |
| 1642 | Monument Voor Canadese Militairen                         | geallieerde militairen                                                                                       |                                                              |                  | zuil            | Voorthuizerstraat 71, 3881 SB | Putten | 52° 14' 51" NB, 5° 36' 31" OL | Monument Voor Canadese Militairen                         |
| 1644 | Monument bij de Poorterbrug of Oldenallerbrug             | burgerslachtoffers, verzet Nederland                                                                         |                                                              |                  | zuil            | Waterstraat to 1              | Putten | 52° 14' 52" NB, 5° 32' 3" OL  | Meer afbeeldingen                                         |
| 1645 | Gedenksteen bij de Oude Kerk                              | burgerslachtoffers, verzet Nederland, overig                                                                 | G.A. Adriaans                                                |                  | gedenksteen     | Dorpsstraat 11, 3881 BA       | Putten | 52° 15' 38" NB, 5° 36' 28" OL | Gedenksteen bij de Oude Kerk                              |
| 1646 | Herdenkingshof                                            | burgerslachtoffers, verzet Nederland, overig                                                                 | Mari Andriessen (beeld), Jan P.T. Bijhouwer (herdenkingshof) | 1 oktober 1949   | beeld/sculptuur | Dorpsstraat to 125, 3881 BA   | Putten | 52° 15' 37" NB, 5° 35' 54" OL | Herdenkingshof                                            |
| 1647 | Monument op de Algemene begraafplaats                     | militairen in dienst van het Ned. Kon. 1940-1945, burgerslachtoffers, vervolgden Nederland, verzet Nederland |                                                              |                  | zuil            | Engweg, 3882 AJ               | Putten | 52° 15' 29" NB, 5° 36' 13" OL | Monument op de Algemene begraafplaats                     |
| 2336 | Plaquette in het NS-station                               | burgerslachtoffers                                                                                           | Ir. H.G.J. Schelling (ontwerp), H.J. Winkelman (uitvoering)  | 10 december 1947 | plaquette       |                               | Putten | 52° 15' 39" NB, 5° 36' 34" OL |                                                           |
|      | Stolpersteine                                             | vervolgden Nederland                                                                                         | Gunter Demnig                                                |                  | plaquette       | Zie Stolpersteine in Putten   | Putten |                               |                                                           |

Aalten ·
Apeldoorn ·
Arnhem ·
Barneveld ·
Berg en Dal ·
Berkelland ·
Beuningen ·
Bronckhorst ·
Brummen ·
Buren ·
Culemborg ·
Doesburg ·
Doetinchem ·
Druten ·
Duiven ·
Ede ·
Elburg ·
Epe ·
Ermelo ·
Harderwijk ·
Hattem ·
Heerde ·
Heumen ·
Lingewaard ·
Lochem ·
Maasdriel ·
Montferland ·
Neder-Betuwe ·
Nijkerk ·
Nijmegen ·
Nunspeet ·
Oldebroek ·
Oost Gelre ·
Oude IJsselstreek ·
Overbetuwe ·
Putten ·
Renkum ·
Rheden ·
Rozendaal ·
Scherpenzeel ·
Tiel ·
Voorst ·
Wageningen ·
West Betuwe ·
West Maas en Waal ·
Westervoort ·
Wijchen ·
Winterswijk ·
Zaltbommel ·
Zevenaar ·
Zutphen